# Mathieu Hubert
Pour les articles homonymes, voir Hubert.
Mathieu Hubert, prêtre de l'Oratoire et prédicateur français, né à Châtillon-sur-Colmont, près de Mayenne, en 1640, mort à Paris le 22 mars 1717.

## Biographie
Ses parents, quoique pauvres, l'envoyèrent faire ses études au Mans. Il étudia la rhétorique auprès de Jules Mascaron, alors professeur au collège de cette ville. Puis il entra dans la congrégation de l'Oratoire en 1661, et fut chargé pendant quelques années d'enseigner les belles-lettres. Il se consacra ensuite, pendant plus de quarante ans, à prêcher soit à la cour, soit à Paris ou dans les provinces. 
Louis Bourdaloue, qui se plaisait à l'entendre, rendait justice à ses talents. 

« Sa manière de raisonner, dit l'éditeur de ses œuvres, n'avait point cette sécheresse qui fait perdre l'onction du discours, et ne tenait rien de cette élocution trop étudiée qui l'affaiblit à force de la polir. »

Hubert disait que Massillon, son confrère, devait prêcher les grands, les riches, et lui le peuple et les pauvres. Il répondit avec humilité à un seigneur qui lui rappelait, devant une nombreuse assemblée, qu'ils avaient fait leurs études ensemble. 

« Je n'ai garde de l'oublier, monsieur ; vous aviez la bonté de me fournir des livres et de me donner de vos habits. Sans vos secours, que je me fais gloire d'avouer, j'aurais eu bien de la peine à rester au collège. »

## Publications
- Sermons... Édité par Gilles de Monteul[1], oratorien. Paris, Veuve Roulland, 1725.  5 tomes en 6 vol. in-8 ̊[2]. Réédité : Paris : E.-F. Savoye, 1745, et dans la Collection intégrale et universelle des orateurs sacrés du premier, du second ordre, publiée par M. l'abbé Jacques-Paul Migne. Tome 27.

## Sources partielles
- « Mathieu Hubert », dans Louis-Gabriel Michaud, Biographie universelle ancienne et moderne : histoire par ordre alphabétique de la vie publique et privée de tous les hommes avec la collaboration de plus de 300 savants et littérateurs français ou étrangers, 2e édition, 1843-1865 [détail de l’édition]
- Mémorial de la Mayenne, Godbert, Laval, 1845, p. 384-385.
- Jean-Barthélemy Hauréau, Histoire littéraire du Maine